# Underground (David Bowie)
Underground è un brano musicale del 1986 scritto e interpretato dal cantautore inglese David Bowie per la colonna sonora del film Labyrinth - Dove tutto è possibile diretto da Jim Henson, pubblicato come singolo estratto dall'album Labyrinth.

## Il brano
La traccia fu una sorta di esperimento per Bowie, dove mescolò influenze di musica gospel, con l'impiego di svariati coristi e del chitarrista blues Albert Collins, mantenendo comunque la presenza dei sintetizzatori tanto in voga all'epoca.
Il singolo raggiunse la posizione numero 21 nella classifica britannica Official Singles Chart.

## Videoclip
Il video della canzone venne diretto da Steve Barron, e mostra immagini di alcune delle passate "incarnazioni" di Bowie, inclusi Ziggy Stardust, il Duca Bianco, Thomas Newton (personaggio del film L'uomo che cadde sulla Terra), Jareth (da Labyrinth) e Baal, per poi lasciare spazio a un Bowie danzante insieme ai pupazzi del film Labyrinth - Dove tutto è possibile che finisce per trasformarsi in un cartone animato. Bowie non rimase soddisfatto del video, e nel 1987 disse: «Ho capito che i video che delego ad altre persone sono sempre un errore. Proprio per colpa della mia mancanza di interesse, non mi sento coinvolto in cose tipo Underground che feci per Labyrinth. Lasciai fare, e il risultato non è proprio il mio genere di video. Fui un po' troppo lassista. Non mi sentivo coinvolto».

## Tracce singolo
7" Commercial Single/12" Promo SingleEMI / EA 216 (UK)
1. Underground (Edited Version) – 4:25
2. Underground (Instrumental) – 5:40

12" Club SingleEMI / 12EA 216 (UK)
1. Underground (Extended Dance Mix) – 7:51
2. Underground (Dub) – 5:59
3. Underground (Instrumental) – 5:54

7" Picture DiscEMI / EAP 216 (UK)
1. Underground (Edited Version) - 4:25
2. Underground (Instrumental) - 5:52

## Formazione
- David Bowie: Voce
- Robbie Buchanan: Tastiere, sintetizzatori, programmazione
- Andy Thomas: programmazione sintetizzatori
- Richard Tee: Pianoforte, Organo Hammond
- Albert Collins: Chitarra solista
- Nicky Moroch: Chitarra ritmica
- Steve Ferrone: Batteria
- Bob Gay: Sassofono
- Cissy Houston, Chaka Khan, Luther Vandross, Fonzi Thornton, Marcus Miller, Marc Stephens, Daphne Vega, Garcia Alston, Mary David Canty, Beverly Ferguson, A. Marie Foster, James Glenn, Eunice Peterson, Rennele Stafford: cori